# Perkebunan Bekiun
Perkebunan Bekiun is een bestuurslaag in het regentschap Langkat van de provincie Noord-Sumatra, Indonesië. Perkebunan Bekiun telt 1354 inwoners (volkstelling 2010).